# Lengua fante
La lengua fante es una de las tres variedades escritas que componen las lenguas akánicas que utiliza el pueblo fante, que es mayoritario en el centro y oeste de Ghana así como en asentamientos en otras regiones del sur de ese país. El fante es el idioma común de comunicación entre los diversos reinos fante tradicionales, en el que cada uno de los cuales tiene su propio subdialecto: agona, anomabo, abura, gomua, oguaa y ahanta.

## Alfabeto
En 1990, la Oficina de Idiomas de Ghana publicó una guía ortográfica para el fante, que se usa en la enseñanza y es similar a las otras variedades akan.
| Alfabeto fante | Alfabeto fante | Alfabeto fante | Alfabeto fante | Alfabeto fante | Alfabeto fante | Alfabeto fante | Alfabeto fante | Alfabeto fante | Alfabeto fante | Alfabeto fante | Alfabeto fante | Alfabeto fante | Alfabeto fante | Alfabeto fante | Alfabeto fante | Alfabeto fante | Alfabeto fante | Alfabeto fante | Alfabeto fante | Alfabeto fante | Alfabeto fante | Alfabeto fante |
| -------------- | -------------- | -------------- | -------------- | -------------- | -------------- | -------------- | -------------- | -------------- | -------------- | -------------- | -------------- | -------------- | -------------- | -------------- | -------------- | -------------- | -------------- | -------------- | -------------- | -------------- | -------------- | -------------- |
| A              | B              | D              | Ɛ              | E              | F              | G              | H              | I              | K              | L              | M              | N              | Ɔ              | O              | P              | R              | S              | T              | U              | W              | Y              | Z              |
| a              | b              | d              | ɛ              | e              | f              | g              | h              | i              | k              | l              | m              | n              | ɔ              | o              | p              | r              | s              | t              | u              | w              | y              | z              |